# Binophorus geminolobotus
Binophorus geminolobotus is een lepelworm uit de familie Bonelliidae.
De wetenschappelijke naam van de soort werd in 1972 door Salvini-Plaven gepubliceerd.